# Il Boemo
Pour plus de détails, voir Fiche technique et Distribution.
Il Boemo est un film tchéco-slovaquo-italien réalisé par Petr Vaclav, sorti en 2022. Il retrace la vie et la carrière de Josef Mysliveček (1737-1781), l'un des compositeurs les plus plébiscités d'Italie, où il fit toute sa carrière, alors que Wolfgang Amadeus Mozart lui-même l'admirait.

## Synopsis
Josef Mysliveček fut en son temps un des compositeurs les plus prolifiques de l'opéra italien du XVIIIe siècle. Le film raconte sa vie. Fils de minotier, le jeune Josef décide de quitter Prague et s'installe à Venise, où il rêve de devenir compositeur. Après avoir surmonté plusieurs difficultés, il parvient à se faire connaître et obtient la prestigieuse commande d'un opéra pour le théâtre de San Carlo de Naples. Il connaît dès lors une ascension rapide.

## Fiche technique
Sauf indication contraire, les informations mentionnées dans cette section peuvent être confirmées par la base de données cinématographiques IMDb,  présente dans la section « Liens externes ».
- Titre original et français : Il Boemo
- Réalisation et scénario : Petr Václav
- Photographie : Diego Romero
- Pays de production :  Tchéquie -  Slovaquie -  Italie
- Format : couleur
- Genre : biographie
- Dates de sortie :
  - Espagne : 19 septembre 2022 (Festival international du film de Saint-Sébastien 2022)
  - France : 10 novembre 2022 (Festival du film d'Arras) ; 21 juin 2023 (sortie nationale)
  - Italie : 24 janvier 2023 (Festival du film de Trieste)

## Distribution
- Vojtěch Dyk (en) : Josef Mysliveček / son frère jumeau
- Barbara Ronchi : Caterina Gabrielli
- Elena Radonicich : la marquise vénitienne
- Lana Vladi (it) : Anna
- Dario Iubatti : Carlo Fracassati, le frère d'Anna
- Antonio De Matteo : le baron Manciniani, le mari d'Anna
- Diego Pagotto : l'imprésario Orfeo Crispi
- Alberto Cracco (it) : le comte Finocchietti
- Pietro Tammaro : l'imprésario Santoro
- Federica Vecchio : Cornelia Rezzi
- Fabrizio Parenti : le père de Cornelia
- Achille Brugnini : le noble Falier
- Mirko Ciccariello : le roi Ferdinand IV
- Philip Hahn : Wolfgang Amadeus Mozart
- Christian Dieterle : Leopold Mozart
- Lino Musella : le duc di Noja
- Salvatore Langella (de) : le duc di San Paolo
- Chiara Celotto : Carmela, la servante napolitaine
- Karel Roden : l'homme sous les jupes de la marquise
- Zdeněk Godla (cs) : un joueur de cartes
- Martina Babišová (cs)

Et au chant :
- Simona Šaturová : Caterina Gabrielli
- Philippe Jaroussky
- Emőke Baráth
- Raffaella Milanesi (cs)
- Krystian Adam (de)
- Sophie Harmsen
- Benno Schachtner (de)
- Juan Sancho
- Giulia Semenzato

## Production

### Lieux de tournage
Le film Il Boemo contient des scènes tournées à Venise, Naples, Gênes, Palerme, Prague...

### Musique
Le film présente plusieurs scènes d'opéras de Mysliveček, dont Il Bellerofonte, L'Olimpiade, Romolo ed Ersilia, et Demetrio. La musique a été enregistrée par l'orchestre baroque de Prague Collegium 1704 dirigé par Václav Luks avec des solistes internationaux, dont Philippe Jaroussky, Simona Šaturová, Raffaella Milanesi, Krystian Adam, Juan Sancho, et d'autres.

## Accueil

### Accueil critique
En France, le site Allociné propose une moyenne de 3,9⁄5, fondée sur 18 critiques de presse.

## Distinctions

### Récompense
- Arras Film Festival 2022 : Prix de la critique[5]

### Sélection
- Festival international du film de Saint-Sébastien 2022 : en compétition